# آلیشیا رت
 آلیشیا رت (انگلیسی: Alicia Rhett؛ ۱ فوریهٔ ۱۹۱۵ – ۳ ژانویهٔ ۲۰۱۴) یک هنرپیشه، و نقاش اهل ایالات متحده آمریکا بود. وی بین سال‌های ۱۹۳۷ تا ۱۹۴۱ میلادی فعالیت می‌کرد.
از فیلم‌ها یا برنامه‌های تلویزیونی که وی در آن نقش داشته است می‌توان به بر باد رفته اشاره کرد.